# Viktoria Schnaderbeck
Viktoria Schnaderbeck (født 4. januar 1991) er en østrigsk fodboldspiller, der spiller for FC Bayern München i den tyske Frauen Bundesliga. Hun er anfører for Østrigs landshold.

## Hæder
Bayern München
- Bundesliga: Vinder 2014–15, 2015–16
- DFB-Pokal: Vinder 2012
- Bundesliga Cup: Vinder 2011

Østrig
- Cyprus Cup: Vinder 2016